# Montenegrina
Montenegrina is een geslacht van slakken uit de  familie van de Clausiliidae.

## Soorten
De volgende soorten zijn bij het geslacht ingedeeld:
- Montenegrina apfelbecki (Sturany, 1907)
- Montenegrina attemsi (A. J. Wagner, 1914)
- Montenegrina caesia Fehér & Szekeres, 2006
- Montenegrina cattaroensis (Rossmässler, 1835)
- Montenegrina chiasma H. Nordsieck, 1972
- Montenegrina dofleini (A. J. Wagner, 1928)
- Montenegrina drimmeri Fehér & Szekeres, 2006
- Montenegrina fuchsi R. A. Brandt, 1961
- Montenegrina grammica H. Nordsieck, 1988
- Montenegrina haringae Fehér & Szekeres, 2016
- Montenegrina helvola (Küster, 1853)
- Montenegrina hiltrudae H. Nordsieck, 1972
- Montenegrina janinensis (Mousson, 1859)
- Montenegrina laxa (Küster, 1860)
- Montenegrina lillae Fehér & Szekeres, 2016
- Montenegrina minuscula Erőss & Szekeres, 2006
- Montenegrina nana Fehér & Szekeres, 2006
- Montenegrina perstriata (A. J. Wagner, 1919)
- Montenegrina prokletiana Fehér & Szekeres, 2016
- Montenegrina rugilabris (Mousson, 1859)
- Montenegrina skipetarica (Soós, 1924)
- Montenegrina soosi Erőss & Szekeres, 2006
- Montenegrina sporadica H. Nordsieck, 1974
- Montenegrina stankovici (Urbański, 1960)
- Montenegrina sturanyana Fehér & Szekeres, 2016
- Montenegrina subcristata (Küster, 1847)
- Montenegrina timeae Erőss & Szekeres, 2006
- Montenegrina tomorosi R. A. Brandt, 1961
- Montenegrina zilchi H. Nordsieck, 1974

### Synoniemen
- Montenegrina (Beieriella) Klemm, 1962 => Montenegrina O. Boettger, 1877
- Montenegrina (Beieriella) irmengardis Klemm, 1962 => Montenegrina rugilabris irmengardis Klemm, 1962
- Montenegrina dedovi H. Nordsieck, 2009 => Montenegrina laxa dedovi H. Nordsieck, 2009
- Montenegrina ersekensis H. Nordsieck, 1996 => Montenegrina skipetarica ersekensis H. Nordsieck, 1996
- Montenegrina irmengardis Klemm, 1962 => Montenegrina rugilabris irmengardis Klemm, 1962
- Montenegrina kastoriae H. Nordsieck, 1972 => Montenegrina dofleini kastoriae H. Nordsieck, 1972
- Montenegrina sattmanni H. Nordsieck, 1988 => Montenegrina hiltrudae sattmanni H. Nordsieck, 1988